# Archaeometry
Archaeometry è una rivista scientifica sottoposta a revisione paritaria, che tratta di scienze archeologiche, in particolare dei metodi di datazione assoluta, studi sui manufatti, archeologia quantitativa, telerilevamento, scienze della conservazione e archeologia ambientale.
È pubblicata ogni due mesi dalla Wiley-Blackwell per conto del Laboratorio di Ricerca per l'Archeologia e la Storia dell'Arte dell'Università di Oxford, in collaborazione con la Gesellschaft für Naturwissenschaftliche Archäologie Archäometrie (Società di Archeologia Naturale e Archeometria) e la Society for Archaeological Sciences (Società per le Scienze Archeologiche).
Gli attuali redattori sono: A. Mark Pollard, Ina Reiche, Brandi MacDonald, Gilberto Artioli e Catherine Batt.
La rivista è stata fondata nel 1958 con il nome di Bulletin of the Research Laboratory for Archaeology and the History of Art. Dal 2001 è pubblicata dalla Wiley-Blackwell. Gli articoli di ricerca pubblicati su Archaeometry sono in genere "esposizioni tecniche di metodi fisici e chimici applicabili alla datazione e all'identificazione dei materiali archeologici". È anche nota per la pubblicazione periodica di "datelists", che raccolgono informazioni sulle datazioni al radiocarbonio prodotte dall'Oxford Radiocarbon Accelerator Unit e da altri laboratori che effettuano misure col radiocarbonio.

## Indicizzazione
Gli abstract e gli articoli sono indicizzati da: Arts and Humanities Citation Index, Science Citation Index, Scopus, Academic Search, FRANCIS, International Bibliography of Periodical Literature, the International Bibliography of the Social Sciences, Periodicals Index Online, L'Année philologique, Art Source, Anthropological Literature e GEOBASE.
Secondo il Journal Citation Reports, nel 2019 Archaeometry ha ricevuto un fattore di impatto pari a 1,519, collocandosi al 64° posto su 86 riviste nella categoria “Chimica, Analitica”, 28° su 45 nella categoria “Chimica inorganica e nucleare”,  e 142° su 200 nella categoria “Geoscienze, multidisciplinare”.

## Articoli notevoli
- (EN) Cicero Moraes, Image Formation on the Holy Shroud—A Digital 3D Approach, in Archaeometry, n/a, n/a, DOI:10.1111/arcm.70030. URL consultato l'11 agosto 2025. (Sindone di Torino)
- (EN) (PDF) Radiocarbon Dating of the Turin Shroud: New Evidence from Raw Data, su ResearchGate. URL consultato l'11 agosto 2025 (archiviato dall'url originale il 19 luglio 2023). (Sindone di Torino)